# Ngô Tử Xung
Ngô Tử Xung (tiếng Trung: 吳子冲, tiếng Anh: Felix Ng Chi Chung; sinh ngày 13 tháng 12, 1991). Là nam diễn viên và người mẫu Hồng Kông, hiện là nghệ sĩ hợp đồng người quản lý của TVB.

## Kinh nghiệm cá nhân
Cha của Ngô Tử Xung là chủ nhiệm cấp cứu Sở Cứu hỏa Hồng Kông đã về hưu, em trai là vận động viên Đấu kiếm Hồng Kông - Ngô Tử Hạo. Tử Xung từng học tại Trường Tiểu học Thiên chúa giáo Du Ma Địa (đường Hải Hoằng), lên lớp 3 bắt đầu học đấu kiếm. Sau khi tốt nghiệp Tiểu học năm 2002, tự mình tới Somerset Tây Nam nước Anh sinh sống và theo học tại trường nội trú Thiên chúa giáo Downside (Downside School) đến năm 2009. Năm 2013 tốt nghiệp Cử nhân Khoa học Xã hội và Nhân văn Viện Khoa học Xã hội và Nhân văn Đại học Mở Hồng Kông, lúc còn đi học đã bắt đầu làm người mẫu bán thời gian, từng tham gia "Cuộc bầu chọn hoa khôi hoa vương trường đại học FACE USTAR" lần thứ 4 do "FACE" tổ chức năm 2013 và đoạt Quán quân. Cùng năm 2013, anh cùng bạn gái Thái Gia Hân mở một tiệm thời trang trên mạng Instagram, sau đó không lâu thì mở một cửa hàng vật lý tại Trung tâm thương mại Hảo Cảnh Vượng Giác, nhưng hiện giờ cửa hàng này đã đóng cửa.
Tháng 6 năm 2017, Ngô Tử Xung cho rằng bản thân đã tham gia nhiều show thời trang của các thương hiệu lớn, nhưng điều này lại làm sự nghiệp đi vào bế tắc, hơn nữa những ngày tháng có thể dựa vào vẻ bề ngoài và tuổi trẻ để kiếm tiền của người mẫu cũng có hạn, cho nên lúc đang ở Malaysia làm việc nhìn thấy quảng cáo chiêu mộ lớp huấn luyện nghệ sĩ khóa 29 của TVB liền báo danh. Tháng 4 năm sau đó chính thức trở thành nghệ sĩ hợp đồng cơ bản trực thuộc TVB và tiếp tục làm người mẫu cho Starz People. Năm 2018, anh cùng các bạn học cùng khóa huấn luyện nghệ sĩ Trâu Triệu Đình, Trình Hạo Tuấn, Trịnh Tuyển Hy, Hà Tấn Lạc và những người bạn khác thành lập nhóm bóng rổ nghiệp dư "Thực tập sinh". Năm 2020 cũng tham gia đội bóng rổ "Trại Thành chế tạo" gồm hơn 20 người mẫu nam ở Hong Kong, thường tham gia các trận đấu bóng nghiệp dư. Tháng 8 năm 2021, anh được giám chế Trần Duy Quán đánh giá cao, giao cho anh vai diễn "Trương Văn Hào" trong phim truyền hình TVB "Thất công chúa" và nhận được chú ý, cũng là lần đầu tiên anh nhận được đề cử "Nam diễn viên tiến bộ vượt bậc" tại "Lễ trao giải TVB 2021".
Tháng 3 năm 2022, Ngô Tử Xung chuyển sang ký hợp đồng người quản lý, vào năm 2023 diễn vai "Lam Dịch Thần" trong phim "Kho báu định mệnh", lại lần nữa nhận được chú ý.

## Tác phẩm diễn xuất

### Phim truyền hình
| Năm phát sóng | Kênh phát sóng | Tên phim                                     | Tên phim                 | Vai diễn                             | Ghi chú                     |
| ------------- | -------------- | -------------------------------------------- | ------------------------ | ------------------------------------ | --------------------------- |
| 2018          | TVB Jade       | Mái ấm gia đình 4                            | 愛·回家之開心速遞        | Thằng hư hỏng C                      | Tập 231                     |
| 2018          | TVB Jade       | Mái ấm gia đình 4                            | 愛·回家之開心速遞        | Thầy vũ đạo                          | Tập 278                     |
| 2018          | TVB Jade       | Mái ấm gia đình 4                            | 愛·回家之開心速遞        | Khách du lịch nam                    | Tập 308                     |
| 2018          | TVB Jade       | Mái ấm gia đình 4                            | 愛·回家之開心速遞        | Nam thần                             | Tập 357                     |
| 2018          | TVB Jade       | Mái ấm gia đình 4                            | 愛·回家之開心速遞        | Bảo Kiếm                             | Tập 406, 454                |
| 2018          | TVB Jade       | Baby đến rồi                                 | BB來了                   | Phú nhị đại B                        | Tập 3                       |
| 2018          | TVB Jade       | Câu chuyện khởi nghiệp                       | 再創世紀                 | Vệ sĩ của Phương Tùng Âm             | Tập 5                       |
| 2018          | TVB Jade       | Thưa ngài thẩm phán                          | 是咁的，法官閣下         | Học sinh                             | Tập 4, 5, 7                 |
| 2018          | TVB Jade       | Sàn đấu huynh đệ                             | 兄弟                     | Nhân viên Uy Tín                     | Tập 9                       |
| 2019          | TVB Jade       | Mái ấm gia đình 4                            | 愛·回家之開心速遞        | Nam chính quảng cáo                  | Tập 485                     |
| 2019          | TVB Jade       | Mái ấm gia đình 4                            | 愛·回家之開心速遞        | Nam chính "Sự lãng mạn của come out" | Tập 535                     |
| 2019          | TVB Jade       | Mái ấm gia đình 4                            | 愛·回家之開心速遞        | Giám khảo "Hồng Kông cùng Hip Hop"   | Tập 542                     |
| 2019          | TVB Jade       | Mái ấm gia đình 4                            | 愛·回家之開心速遞        | Bạn của Chu Thiên Thê                | Tập 555                     |
| 2019          | TVB Jade       | Mái ấm gia đình 4                            | 愛·回家之開心速遞        | Bạn trai cũ của Đàm Khả Thanh        | Tập 580                     |
| 2019          | TVB Jade       | Mái ấm gia đình 4                            | 愛·回家之開心速遞        | Nam chính Tào tổng lúc trẻ           | Tập 588, 676                |
| 2019          | TVB Jade       | Mái ấm gia đình 4                            | 愛·回家之開心速遞        | Giám khảo cấp sao                    | Tập 675                     |
| 2019          | TVB Jade       | Mái ấm gia đình 4                            | 愛·回家之開心速遞        | Sư phụ Kim cang môn A                | Tập 687                     |
| 2019          | TVB Jade       | Mái ấm gia đình 4                            | 愛·回家之開心速遞        | Nam diễn viên chính                  | Tập 698                     |
| 2019          | TVB Jade       | Mái ấm gia đình 4                            | 愛·回家之開心速遞        | Khương Thông                         | Tập 737                     |
| 2019          | TVB Jade       | Nữ thần thám                                 | 福爾摩師奶               | Đặng Sinh                            | Tập 1                       |
| 2019          | TVB Jade       | Thiết Thám/ Cảnh sát thép                    | 鐵探                     | Lâm Xung                             |                             |
| 2019          | TVB Jade       | Người hùng blouse trắng                      | 白色強人                 | Cầu thủ khúc côn cầu                 | Tập 1, 18                   |
| 2019          | TVB Jade       | Ngày tốt lành                                | 好日子                   | Vũ công                              | Tập 11                      |
| 2019          | TVB Jade       | Mười hai truyền thuyết                       | 十二傳說                 | Nhân viên tòa soạn                   | Tập 9, 10, 13, 22           |
| 2019          | TVB Jade       | Kỳ án Bao Thanh Thiên                        | 包青天再起風雲           | Người máu xanh                       | Tập 17                      |
| 2019          | TVB Jade       | Đại gia hàng xóm                             | 街坊財爺                 | Thủ hạ của Đới Kim Tể                |                             |
| 2019          | Youku          | Phi hổ cực chiến 2                           | 飛虎之雷霆極戰           | Thành viên đội Phi hổ                |                             |
| 2019          | TVB Jade       | Tòa nhà Kim Tiêu                             | 金宵大廈                 | Khách                                | Tập 16                      |
| 2019          | TVB Jade       | Tòa nhà Kim Tiêu                             | 金宵大廈                 | Xác chết                             | Tập 17                      |
| 2019          | TVB Jade       | Giải quyết sư                                | 解決師                   | Nhân viên siêu thị                   | Tập 2                       |
| 2019          | TVB Jade       | Truy tìm nàng giọng cao                      | 牛下女高音               | Trợ thủ của KC                       | Tập 10                      |
| 2019          | TVB Jade       | Câu chuyện thời đại số                       | 堅離地愛堅離地           | Thanh niên                           | Tập 1 - 3, 7                |
| 2019          | TVB Jade       | Người vợ đa năng                             | 多功能老婆               | Chủ quản canteen                     | Tập 23                      |
| 2020          | TVB Jade       | Mái ấm gia đình 4                            | 愛·回家之開心速遞        | Hoàng đế                             | Tập 746                     |
| 2020          | TVB Jade       | Mái ấm gia đình 4                            | 愛·回家之開心速遞        | Mã Minh                              | Tập 812                     |
| 2020          | TVB Jade       | Mái ấm gia đình 4                            | 愛·回家之開心速遞        | Cừu Gia                              | Tập 955                     |
| 2020          | TVB Jade       | Đồng tiền có tội                             | 黃金有罪                 | Nhân viên cứu hộ                     | Tập 1                       |
| 2020          | TVB Jade       | Bằng chứng thép 4                            | 法證先鋒IV               | Nhân viên công tác                   | Tập 1                       |
| 2020          | TVB Jade       | Đặc cảnh sân bay                             | 機場特警                 | Hầu Lập Triết                        |                             |
| 2020          | TVB Jade       | Hàng ma đích 2.0                             | 降魔的2.0                | Cảnh sát hình sự                     |                             |
| 2020          | TVB Jade       | Những người tôi từng yêu                     | 那些我愛過的人           | Chồng của bạn học cũ Phương Thư Văn  | Tập 17                      |
| 2020          | TVB Jade       | Sát thủ                                      | 殺手                     | Khách làng chơi                      | Tập 15                      |
| 2020          | TVB Jade       | Sát thủ                                      | 殺手                     | Cặp đôi                              | Tập 22, 24                  |
| 2020          | TVB Jade       | Nhử mồi                                      | 迷網                     | Ngũ Tử Quang (Don)                   | Tập 22 - 25                 |
| 2020          | TVB Jade       | Phản hắc lộ nhân giáp                        | 反黑路人甲               | Thằng Tài                            |                             |
| 2020          | TVB Jade       | Đặc công C9/ Vợ tôi là đặc công              | C9特工                   | Sát thủ                              | Tập 1                       |
| 2020          | TVB Jade       | Mất dấu 3                                    | 使徒行者3                | Cảnh viên                            | Tập 4, 13                   |
| 2020          | TVB Jade       | Nhân chứng rắc rối                           | 木棘証人                 | Thủ hạ của W                         | Tập 8, 12                   |
| 2020          | TVB Jade       | Bước qua ranh giới II                        | 踩過界II                 | Alfred                               | Tập 5                       |
| 2020          | myTV Gold      | Sải bước tiến lên                            | 大步走                   | Người chơi nhạc                      | Tập 3                       |
| 2020          | Youku          | Phi phàm tam hiệp                            | 非凡三俠                 | Người đóng thế                       |                             |
| 2020          | myTV Gold      | Tình yêu không ranh giới                     | 愛美麗狂想曲             | Nhân viên                            | Tập 4 - 6, 10 - 13, 17 - 18 |
| 2021          | TVB Jade       | Lực lượng phản ứng 2021                      | 陀槍師姐2021             | Thủ hạ của tên buôn ma túy           | Tập 1, 25 - 27              |
| 2021          | TVB Jade       | Mất trí 24 giờ                               | 失憶24小時               | Cảnh sát hình sự                     | Tập 21                      |
| 2021          | TVB Jade       | Vạch tội                                     | 伙記辦大事               | Cảnh sát hình sự                     | Tập 6, 22                   |
| 2021          | TVB Jade       | Mái ấm gia đình 4                            | 愛·回家之開心速遞        | Lý An                                | Tập 1217                    |
| 2021          | TVB Jade       | Mái ấm gia đình 4                            | 愛·回家之開心速遞        | Diễn viên A                          | Tập 1221                    |
| 2021          | TVB Jade       | Nghịch thiên kỳ án                           | 逆天奇案                 | Cảnh viên mặc quân phục              |                             |
| 2021          | TVB Jade       | Con chúng mình là nhất                       | 寶寶大過天               | Tài Tuấn                             | Tập 4                       |
| 2021          | TVB Jade       | Thất công chúa                               | 七公主                   | Trương Văn Hào (Aden)                | Vai phụ                     |
| 2021          | TVB Jade       | Chuyện nhà họ Quách                          | 我家無難事               | Khách                                | Tập 2, 3, 8                 |
| 2021          | TVB Jade       | Hải quan tinh anh                            | 把關者們                 | Mạc Khải Cam                         |                             |
| 2021          | TVB Jade       | Thanh xuân tâm thành chi tái khởi thanh xuân | 青年心城之撐起青春       | Khách                                | Tập 1                       |
| 2021          | TVB Jade       | Hoán đổi chân tướng                          | 換命真相                 | Bác sĩ                               | Tập 23, 24                  |
| 2021          | TVB Jade       | Quyền vương                                  | 拳王                     | Trương Cường                         |                             |
| 2021          | TVB Jade       | Quyền vương                                  | 拳王                     | Khán giả                             | Tập 4                       |
| 2021          | TVB Jade       | Quyền vương                                  | 拳王                     | Thí sinh                             | Tập 10                      |
| 2021          | TVB Jade       | Quyền vương                                  | 拳王                     | Khách                                | Tập 13, 23                  |
| 2021          | Youku          | Phi hổ cực chiến 3                           | 飛虎之壯志英雄           | Thành viên đội Phi hổ                |                             |
| 2022          | TVB Jade       | Anh hùng thiết quyền                         | 鐵拳英雄                 | Thủ hạ của Bành gia                  |                             |
| 2022          | TVB Jade       | Mái ấm gia đình 4                            | 愛·回家之開心速遞        | Thập Nhị thiếu                       | Tập 1578                    |
| 2022          | TVB Jade       | Mái ấm gia đình 4                            | 愛·回家之開心速遞        | Oppa                                 | Tập 1582                    |
| 2022          | TVB Jade       | Người lạ mặt song sinh                       | 雙生陌生人               | Nhiên                                |                             |
| 2022          | TVB Jade       | Lời sám hối muộm màng 2                      | 十八年後的終極告白2.0    | Ray                                  |                             |
| 2022          | TVB Jade       | Mẹ tôi và bóng bàn                           | 回歸光影頌：母親的乒乓球 | Phụ huynh                            |                             |
| 2022          | TVB Jade       | Yêu em lúc ngây thơ                          | 童時愛上你               | Phóng viên                           | Tập 17                      |
| 2022          | TVB Jade       | Người hùng blouse trắng II                   | 白色強人II               | Người bị thương                      | Tập 14                      |
| 2022          | TVB Jade       | Người hùng blouse trắng II                   | 白色強人II               | Nhân viên FEHD                       | Tập 21                      |
| 2022          | TVB Jade       | Hộ vệ thầm lặng                              | 黯夜守護者               | Sếp Trình                            | Tập 10                      |
| 2023          | TVB Jade       | Kho báu định mệnh                            | 新四十二章               | Lam Dịch Thần (Ronald)               | Vai phụ                     |
| 2023          | TVB Jade       | Biệt đội tàng hình                           | 隱形戰隊                 | Đới Giai                             | Tập 28                      |
| 2023          | myTV Gold      | Liên minh moi tiền                           | OPM                      | Thủ hạ của Thao                      | Tập 2                       |
| 2023          | TVB Jade       | Cánh cửa bí mật                              | 隱門                     | Eric                                 | Tập 3, 5 - 7                |
| 2023          | TVB Jade       | Ma nữ si tình                                | 靈戲逼人                 | Lữ Trí Kiệt                          | Vai phụ                     |
| 2023          | Youku          | Phá độc cường nhân                           | 破毒强人                 | Phú nhị đại                          | Tập 2, 11                   |
| 2023          | Youku          | Kẻ bàng quan                                 | 旁觀者                   | Cường                                | Tập 2                       |
| 2023          |                | Romeo và Chúc Anh Đài                        | 羅密歐與祝英台           | La Mật Lâm                           | Vai phụ                     |
| Chờ phát sóng |                | Quan kiểm khống phi thường                   | 非常檢控觀               |                                      |                             |
| Chờ phát sóng |                | Nhóc con thần kỳ                             | 神耆小子                 |                                      |                             |

### Điện ảnh
| Năm phát sóng | Tên phim         | Tên phim    | Vai diễn           | Ghi chú                  |
| ------------- | ---------------- | ----------- | ------------------ | ------------------------ |
| 2014          | Maggie thân yêu  | 親愛的瑪姬  | Lâm Trác Tín       | Vai chính, điện ảnh ngắn |
| 2016          | Thần bài Macau 3 | 賭城風雲III | Anh em của Vincent |                          |

### Chương trình truyền hình
| Năm phát sóng | Kênh phát sóng | Tên chương trình                    | Tên chương trình    | Ghi chú                               |
| ------------- | -------------- | ----------------------------------- | ------------------- | ------------------------------------- |
| 2013          | Now TV         | Song lương kế                       | 雙梁計              | Khách mời ngày 20/11                  |
| 2016          | ViuTV          |                                     | 對不起 標籤你       | Khách mời tập 9                       |
| 2017          | Astro          | Gọi tôi là nam thần mùa 2           | 叫我男神            | Khách mời tập 2                       |
| 2017          | TVB Jade       | Tôi yêu EYT                         | 我愛EYT             | Khách mời tập 4                       |
| 2017          | TVB Jade       | Lễ trao giải TVB 2017               | 萬千星輝賀台慶 2017 | Tham gia biểu diễn                    |
| 2017          | TVB Jade       | Hoan lạc mãn Đông Hoa 2017          | 歡樂滿東華2017      | Tham gia biểu diễn                    |
| 2018          | TVB Jade       | Vua khai vận năm mới                | 新春開運王          | Tham gia biểu diễn tập 3              |
| 2018          | TVB Jade       | Trải nghiệm lại sơ tâm của Cổ Cự Cơ | 古巨基初心再體驗    | Tham gia biểu diễn                    |
| 2019          | TVB Jade       |                                     | 存款保障最安心      | Tập 4, diễn vai nhân viên ngân hàng   |
| 2021          | TVB Jade       | Cấm độc toàn tiếp xúc               | 禁毒全接觸          | Tham gia biểu diễn                    |
| 2021          | TVB Jade       | Minh tinh vận động hội              | 明星運動會          | Thi đấu hạng mục bóng rỗ              |
| 2021          | TVB Jade       | Bác sĩ, tôi không muốn bệnh nữa     | 醫醫，我不想再病了  | Tập 13, diễn vai tiếp viên hàng không |

### Chương trình phát thanh
| Năm phát sóng | Kênh phát thanh | Tên chương trình             | Tên chương trình | Ghi chú   |
| ------------- | --------------- | ---------------------------- | ---------------- | --------- |
| 2013          | Metro Info      | Cửa hàng giải trí chính hãng | 娛樂旗艦店       | Khách mời |

### Dẫn chương trình
| Năm phát sóng | Kênh phát sóng | Tên chương trình        | Tên chương trình  | Ghi chú |
| ------------- | -------------- | ----------------------- | ----------------- | --- |
| 2018 - 2019   | TVB Jade       | Y Angle                 | Y Angle           | Bắt đầu từ tập ngày 7/7 Dẫn chương trình cùng với Đàm Gia Nghi, Đàm Vĩnh Hạo, Huỳnh Đình Phong, Lạc Dận Minh, Trần Ước Lâm và Tô Khả Hân |
| 2022          | MyTV SUPER     | Năm Hổ đủ Chill ăn uống | 虎年夠Chill食玩遊 | Dẫn chương trình cùng với Lâm Tú Di, Vu Miểu, Trương Ngạn Bác, Châu Bách Ân, Thang Chi Hân, Lê Thụy Nghiệp, Huỳnh Oánh Nguyệt            |

### Video âm nhạc
| Năm phát hành | Tên bài hát         | Tên bài hát | Ca sĩ        |
| ------------- | ------------------- | ----------- | ------------ |
| 2013          | Không cần không nhớ | 不要不記得  | Liên Thi Nhã |
| 2015          | Nhớ laị·Che chở     | 回憶·守護   | CHOCO        |

### Quảng cáo
| Năm  | Thương hiệu | Sản phẩm                                                                                        |
| ---- | ----------- | ----------------------------------------------------------------------------------------------- |
| 2015 | SONY        | Xperia C4 Dual - Hưởng thụ hơn                                                                  |
| 2015 | SONY        | Xperia ‪C5 Ultra Dual - Đồng điều hơn                                                            |
| 2019 | Scotch      | Khăn lau sàn và khử trùng - Loại bỏ bụi bẩn và vi khuẩn, làm sạch khử trùng qua một lần sử dụng |

## Giải thưởng và đề cử
| Năm  | Đơn vị trao giải                                           | Giải thưởng                    | Tác phẩm                              | Kết quả   |
| ---- | ---------------------------------------------------------- | ------------------------------ | ------------------------------------- | --------- |
| 2013 | Cuộc bầu chọn hoa khôi hoa vương trường đại học FACE USTAR | Hoa vương                      | —                                     | Quán quân |
| 2022 | Lễ trao giải TVB 2021                                      | Nam diễn viên tiến bộ vượt bậc | "Thất công chúa", "Hải quan tinh anh" | Đề cử     |